# Victor Moreira
Victor Hugo Moreira Teixeira (* 5. Oktober 1982) ist ein andorranischer Fußballspieler.
Teixeira spielt seit 2020 für den portugiesischen Klub FC Paços de Gaiola. Vorher spielte er bei sechs verschiedenen Klubs aus Andorra. Für UE Sant Julià war er zweimal tätig, von 2006 bis 2009 und von 2019 bis 2020. Die meisten Ligaspiele absolvierte er beim FC Andorra, wo er von 2014 bis 2017 unter Vertrag war.